# Бабуна (Велес)
Бабуна (мкд. Бабуна) је насеље у Северној Македонији, у средишњем делу државе. Бабуна је насеље у оквиру општине Велес.

## Географија
Бабуна је смештена у средишњем делу Северне Македоније. Од најближег града, Велеса, село је удаљено 5 km јужно.
Село Бабуна се налази у историјској области Повардарје. Северно од села пружа се Велешка котлина, док се јужно издиже планина Клепа. Поред села протиче речица Бабуна, која се километар источније улива Вардар. Надморска висина села је приближно 170 метара.
Месна клима је измењена континентална са значајним утицајем Егејског мора (жарка лета).

## Историја
Бабуна је релативно младо насеље, образовано од досељеника недалеко од ушћа реке Бабуна у Вардар. Ово село се сматра за приградско насеље града Велес, са којим има заједнички атар.

## Становништво
Бабуна је према последњем попису из 2002. године имала 24 становника.
Већинско становништво у насељу су Македонци (100%).
Претежна вероисповест месног становништва је православље.